# Powiat janowski
Powiat janowski – powiat w Polsce (województwo lubelskie), reaktywowany w 1999 roku w ramach reformy administracyjnej. Jego siedzibą jest miasto Janów Lubelski.

## Podział administracyjny
W skład powiatu wchodzą:
- gminy miejsko-wiejskie: Janów Lubelski, Modliborzyce
- gminy wiejskie: Batorz, Chrzanów, Dzwola, Godziszów, Potok Wielki
- miasta: Janów Lubelski, Modliborzyce

## Położenie i środowisko geograficzne
Powiat janowski jest jednym z 24 powiatów województwa lubelskiego. Położony jest w jego południowo-zachodniej części, granicząc z powiatami: kraśnickim, lubelskim, biłgorajskim, niżańskim i stalowowolskim.
Położenie geograficzne wyznaczają współrzędne: szerokość 50°55' N północny kraniec (Wola Studzieńska) i 50°34' N południowy kraniec (Kiszki); długość 22°09' E zachodni kraniec (Maliniec-Siembidy) i 22°09' E wschodni kraniec (Kocudza Trzecia).

## Historia
Powiat janowski istniał w latach 1866–1945, 1956–1975 i od 1999 roku.

### 1866–1919
W latach 1810–1866 tereny dzisiejszego powiatu janowskiego leżały na pograniczu powiatów tarnogrodzkiego i kraśnickiego obwodu zamojskiego (w 1866, bez żadnych zmian terytorialnych, dotychczasowe powiaty przemianowano na okręgi, a obwód na powiat). W związku z ustanowieniem Zamościa twierdzą i objęciem administracją czysto wojskową w 1820 urzędy cywilne zaczęto przenosić do mającego centralne położenie Janowa Lubelskiego.
Ukaz carski z 19 (31) grudnia 1866 całkowicie zmienił podział administracyjny guberni lubelskiej, a w szczególności utworzył w niej powiat janowski. W jego skład weszło: 
- 6 miast: Annopol, Janów, Kraśnik, Modliborzyce, Urzędów i Zaklików
- 18 gmin: Brzozówka, Chrzanów, Dzierzkowice, Gościeradów, Janiszów, Modliborzyce, Olbięcin, Ostrów, Potok Wielki, Rachów, Stróża, Studzianki, Świeciechów, Wilkołaz, Zakrzówek, Zdziechowice, Zdziłowice i Zofianka.

W latach 1869–1870 Annopol, Modliborzyce, Urzędów i Zaklików utraciły prawa miejskie. Annopol przyłączono do gminy Rachów, Modliborzyce – do gminy Modliborzyce, Urzędów – do gminy Ostrów z jednoczesną zmianą jej nazwy na Urzędów, Zaklików – do gminy Zdziechowice (zamienionej kilka lat później na gminę Zaklików). Powiat obejmował powierzchnię 2597 km² i liczył ponad 75.000 mieszkańców.
Po utworzeniu w 1912 guberni chełmskiej do powiatu janowskiego włączono północną część dotychczasowego powiatu biłgorajskiego i zachodnie skrawki dotychczasowego powiatu zamojskiego. Okupanci austriaccy przywrócili podział administracyjny z 1912 roku.

### 1919–1945
Po odzyskaniu niepodległości w 1919 powierzchnia powiatu janowskiego zmalała do 1783 km². Administracyjnie powiat dzielił się na 2 gminy miejskie i 14 gmin katastralnych:
- gminy miejskie: Janów i Kraśnik,
- gminy katastralne: Annopol, Brzozówka, Chrzanów, gmina Dzierzkowice, gmina Gościeradów, Kawęczyn, Kosin, Modliborzyce, Potok Wielki, Trzydnik, Urzędów, Wilkołaz, Zaklików i Zakrzówek

17 lutego 1926 roku w powiecie janowskim utworzono wiejską gminę Batorz. W 1928 i 1939 roku zmieniono granice miasta Kraśnik.
Od końca lat 20. do 1932 starostą powiatowym był mjr Leon Zamecznik.
Na skutek zniszczeń II wojny światowej oraz z powodu aktywnego lokalnego ruchu oporu, Niemcy przenieśli stolicę powiatu do Kraśnika, tworząc w Janowie tzw. Landkomissariat (filię starostwa). 9 sierpnia 1945 roku oficjalnie zniesiono powiat janowski a z jego obszaru utworzono powiat kraśnicki z siedzibą w Kraśniku.

### 1956–1972
1 stycznia 1956, 15 miesięcy po wprowadzeniu gromad w miejsce dotychczasowych gmin 29 września 1954, w województwie lubelskim ponownie utworzono powiat janowski. W skład odtworzonego powiatu janowskiego weszły 1 miasto i 16 gromad wyłączonych z dwóch ościennych powiatów tegoż województwa:
- z powiatu kraśnickiego:
  - miasto Janów Lubelski
  - gromady Biała, Chrzanów, Godziszów, Kawęczyn, Krzemień, Łada, Modliborzyce, Potoczek, Potok Wielki, Stojeszyn, Wierzchowiska, Wolica i Zdziłowice
- z powiatu biłgorajskiego:
  - gromady Dzwola, Kocudza i Momoty Górne.

1 stycznia 1957: 
- z gromady Błażek powiatu kraśnickiego wyłączono wieś Piłatka i włączono ją do gromady Zdziłowice powiatu janowskiego[13],
- z gromady Polichna Dolna powiatu kraśnickiego wyłączono kolonię Stojeszyn i włączono ją do gromady Stojeszyn powiatu janowskiego[13],
- miejscowości Łążek Ordynacki, Momoty Jakubowe i Gierłachy wyłączono z gromady Domostawa w powiecie niżańskim województwa rzeszowskiego i włączono do gromady Biała powiatu janowskiego[14].

1 stycznia 1958:
- z powiatu kraśnickiego do powiatu janowskiego przeniesiono gromadę Potok-Stany,
- z gromady Tokary powiatu krasnostawskiego wyłączono wieś i kolonię Otrocz i włączono je do gromady Chrzanów powiatu janowskiego.

### 1973–1975
1 stycznia 1973 roku zniesiono gromady i osiedla, a w ich miejsce reaktywowano gminy. Powiat janowski podzielono na 1 miasto i 6 gmin:
- miasto Janów Lubelski
- gminy Chrzanów, Dzwola, Godziszów, Janów Lubelski, Modliborzyce i Potok Wielki

Tego samego dnia z powiatu kraśnickiego do powiatu janowskiego przełączono obszar sołectwa Zarajec.

### 1975–1998
Po reformie administracyjnej obowiązującej od 1 czerwca 1975 roku całe terytorium zniesionego powiatu janowskiego weszło w skład nowo utworzonego województwa tarnobrzeskiego.
1 września 1977 roku zniesiono gminę Chrzanów (jej obszar włączono do gminy Dzwola), ale już z dniem 1 października 1982 roku gmina Chrzanów została reaktywowana. 1 grudnia 1979 roku do Janowa Lubelskiego włączono wieś Biała Poduchowna, osadę Obrówka i część obszaru wsi Ruda z gminy Janów Lubelski. 1 stycznia 1984 roku do gminy Janów Lubelski włączono część obszaru wsi Krzemień Drugi (o powierzchni 357 ha) z gminy Dzwola. 1 stycznia 1992 roku miasto Janów Lubelski i gminę wiejską Janów Lubelski połączono we wspólną gminę miejsko-wiejską.

### Po 1999 roku
Wraz z reformą administracyjną z 1999 roku w nowym (większym) województwie lubelskim przywrócono powiat janowski o granicach podobnych do tych z początku 1975 roku; powiat został zwiększony jedynie o gminę Batorz, która do maja 1975 roku była w powiecie kraśnickim a następnie do 1998 roku także w województwie tarnobrzeskim.
1 stycznia 2014 r. Modliborzyce odzyskały prawa miejskie, równocześnie gmina Modliborzyce stała się gminą miejsko-wiejską.

## Demografia
Liczba ludności (dane z 31 grudnia 2020):
|        | Ogółem | Ogółem | Kobiety | Kobiety | Mężczyźni | Mężczyźni |
| osób   | %      | osób   | %       | osób    | %         |           |
| ------ | ------ | ------ | ------- | ------- | --------- | --------- |
| Ogółem | 45 142 | 100    | 22 724  | 50,34   | 22 418    | 49,66     |
| Miasto | 13 120 | 29,06  | 6713    | 14,87   | 6407      | 14,19     |
| Wieś   | 32 022 | 70,94  | 16 011  | 35,47   | 16 011    | 35,47     |

▶Wieś vs ▶miasto
Ogółem (▶k, ▶m)
Miasto (▶k, ▶m)
Wieś (▶k, ▶m)

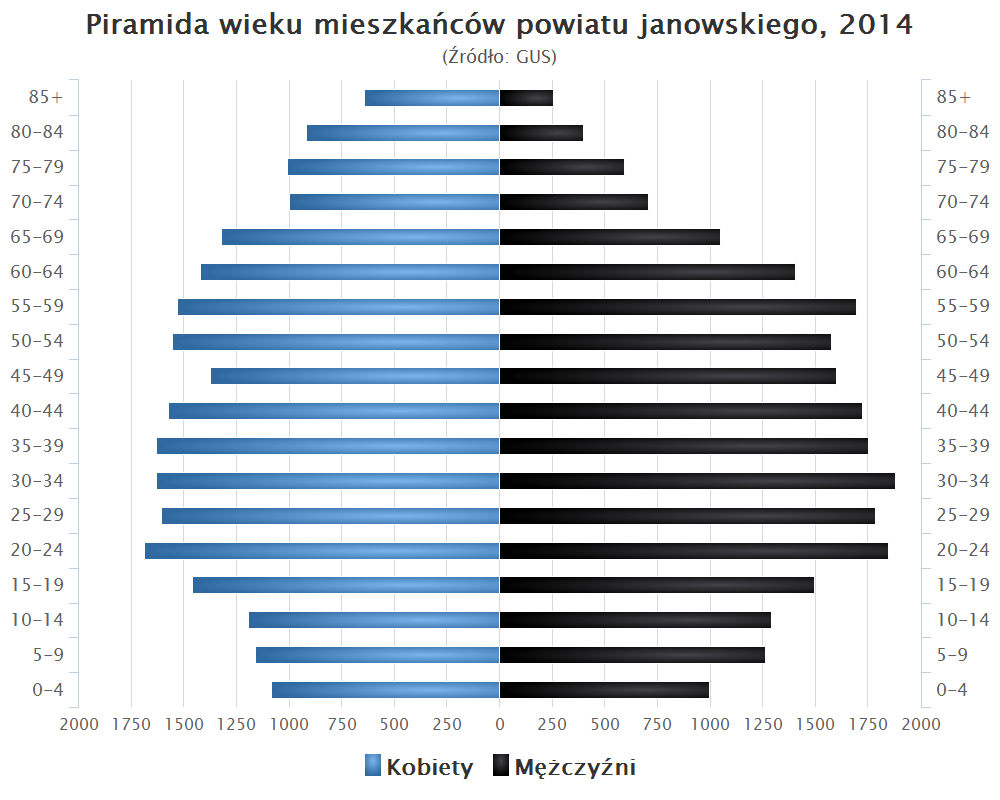
Piramida wieku mieszkańców powiatu janowskiego w 2014 roku

Według danych z 31 grudnia 2020 roku powiat zamieszkiwało 45 142 osób.

## Stopa bezrobocia
We wrześniu 2019 liczba zarejestrowanych bezrobotnych wynosiła 1 900 osób, a stopa bezrobocia 8,1%

## Starostowie janowscy
Na podstawie źródła:
- Tadeusz Flis (1 stycznia 1999 – 6 listopada 2000)
- Ryszard Karwatowski (6 listopada 2000 – 15 listopada 2002)
- Bolesław Gzik (15 listopada 2002 – 27 listopada 2006)
- Zenon Sydor (27 listopada 2006 – 2 grudnia 2010)
- Jerzy Bielecki (2 grudnia 2010 – 25 października 2015)
- Grzegorz Pyrzyna (21 listopada 2015 – 23 listopada 2018)
- Artur Pizoń (23 listopada 2018 – nadal)

## Sąsiednie powiaty
- powiat kraśnicki
- powiat lubelski
- powiat biłgorajski
- powiat niżański (podkarpackie)
- powiat stalowowolski (podkarpackie)